# Duvdevan
La unitat militar Duvdevan (en hebreu: יחידת דובדבן) (en català: unitat cirera) és una força d'operacions especials d'elit existent dins de les Forces de Defensa d'Israel, la unitat forma part de la Brigada de Comandos.
La unitat militar Duvdevan es caracteritza per dur a terme operacions militars encobertes en àrees urbanes, durant les quals sovint es disfressen de ciutadans àrabs. També estan entrenats en tasques de contra vigilància. A diferència d'altres unitats de les forces especials, els membres de la unitat poden operar independentment en més d'un indret alhora. La unitat realitza moltes operacions complicades i d'alt risc, entre elles duen a terme els assassinats selectius, els segrestos, i altres operacions secretes en llogarets àrabs, moltes d'aquestes operacions són informació classificada. Juntament amb la unitat militar d'elit Sayeret Matkal, els membres de la unitat Duvdevan són els únics soldats de les Forces de Defensa d'Israel que estan autoritzats a fer servir els seus uniformes sense identificar-se.